# Samsung Galaxy K Zoom
Il Galaxy K Zoom (SM-C115) è il successore del Galaxy S4 Zoom, annunciato il 29 aprile 2014 e disponibile dal terzo trimestre dello stesso anno.
È conosciuto nel mercato coreano anche con il nome Galaxy Zoom2.